# 2020-as Formula–E Marrákes nagydíj
A 2020-as Formula–E Marrákes nagydíjat február 29-én rendezték meg az Circuit International Automobile Moulay El Hassan versenypályán. Ez volt a 2019–2020-as szezon ötödik versenyhétvégéje. A futamot António Félix da Costa nyerte meg.

## Eredmények

### Időmérő
| Pozíció | #  | Versenyző              | Csapat           | CS          | SP       | Rajthely |
| ------- | -- | ---------------------- | ---------------- | ----------- | -------- | -------- |
| 1.      | 13 | António Félix da Costa | Techeetah-DS     | 1:17.640    | 1:17.158 | 1        |
| 2.      | 28 | Maximilian Günther     | Andretti-BMW     | 1:17.562    | 1:17.227 | 2        |
| 3.      | 36 | André Lotterer         | Porsche          | 1:17.582    | 1:17.253 | 3        |
| 4.      | 17 | Nyck de Vries          | Mercedes         | 1:17.743    | 1:17.590 | 4        |
| 5.      | 48 | Edoardo Mortara        | Venturi-Mercedes | 1:17.631    | 1:17.803 | 5        |
| 6.      | 23 | Sébastien Buemi        | e.dams-Nissan    | 1:17.779    | 1:17.811 | 6        |
| 7.      | 64 | Jérôme d’Ambrosio      | Mahindra         | 1:17.798    |          | 7        |
| 8.      | 27 | Alexander Sims         | Andretti-BMW     | 1:17.830    |          | 8        |
| 9.      | 22 | Oliver Rowland         | e.dams-Nissan    | 1:17.839    |          | 9        |
| 10.     | 51 | James Calado           | Jaguar           | 1:17.867    |          | 10       |
| 11.     | 25 | Jean-Éric Vergne       | Techeetah-DS     | 1:17.928    |          | 11       |
| 12.     | 6  | Brendon Hartley        | Dragon–Penske    | 1:17.944    |          | 12       |
| 13.     | 11 | Lucas di Grassi        | Audi             | 1:17.958    |          | 13       |
| 14.     | 2  | Sam Bird               | Virgin-Audi      | 1:18.064    |          | 14       |
| 15.     | 94 | Pascal Wehrlein        | Mahindra         | 1:18.069    |          | 15       |
| 16.     | 7  | Nico Müller            | Dragon–Penske    | 1:18.203    |          | 16       |
| 17.     | 5  | Stoffel Vandoorne      | Mercedes         | 1:18.218    |          | 17       |
| 18.     | 66 | Daniel Abt             | Audi             | 1:18.229    |          | 18       |
| 19.     | 3  | Oliver Turvey          | NIO              | 1:18.313    |          | 19       |
| 20.     | 19 | Felipe Massa           | Venturi-Mercedes | 1:18.675    |          | 20       |
| 21.     | 33 | Ma Csing-hua           | NIO              | 1:19.359    |          | 21       |
| Hn      | 4  | Robin Frijns           | Virgin-Audi      | 1:27.444[a] |          | 22       |
| Hn      | 18 | Neel Jani              | Porsche          | 1:32.690[a] |          | 23       |
| Hn      | 20 | Mitch Evans            | Jaguar           | idő nélkül  |          | 24[b]    |
| Forrás: |    |                        |                  |             |          |          |

Megjegyzések:
- ↑ a:  Technikai szabálytalanság miatt Robin Frinjs és Neel Jani legjobb köridejeit törölték.[5][6] Ennek ellenére a versenyen elindulhattak.[7][8]
- ↑ b:  Mitch Evans nem teljesített mért kört a kvalifikáció során, ennek ellenére a versenyen elindulhatott.[9][10]

### Verseny
| Pozíció | #  | Versenyzó              | Csapat           | Körök | Idő/kiesés oka | Rajthely | Pontok  |
| ------- | -- | ---------------------- | ---------------- | ----- | -------------- | -------- | ------- |
| 1.      | 13 | António Félix da Costa | Techeetah-DS     | 34    | 46:52.757      | 1        | 25+3[c] |
| 2.      | 28 | Maximilian Günther     | Andretti-BMW     | 34    | +11.427        | 2        | 18+1[d] |
| 3.      | 25 | Jean-Éric Vergne       | Techeetah-DS     | 34    | +12.034        | 11       | 15      |
| 4.      | 23 | Sébastien Buemi        | e.dams-Nissan    | 34    | +12.282        | 6        | 12      |
| 5.      | 48 | Edoardo Mortara        | Venturi-Mercedes | 34    | +15.657        | 5        | 10      |
| 6.      | 20 | Mitch Evans            | Jaguar           | 34    | +16.335        | 24       | 8+1[e]  |
| 7.      | 11 | Lucas di Grassi        | Audi             | 34    | +18.706        | 13       | 6       |
| 8.      | 36 | André Lotterer         | Porsche          | 34    | +19.498        | 3        | 4       |
| 9.      | 22 | Oliver Rowland         | e.dams-Nissan    | 34    | +20.126        | 9        | 2       |
| 10.     | 2  | Sam Bird               | Virgin-Audi      | 34    | +20.295        | 14       | 1       |
| 11.     | 17 | Nyck de Vries          | Mercedes         | 34    | +20.557        | 4        |         |
| 12.     | 4  | Robin Frijns           | Virgin-Audi      | 34    | +22.373        | 22       |         |
| 13.     | 64 | Jérôme d’Ambrosio      | Mahindra         | 34    | +22.785        | 7        |         |
| 14.     | 66 | Daniel Abt             | Audi             | 34    | +25.080        | 18       |         |
| 15.     | 5  | Stoffel Vandoorne      | Mercedes         | 34    | +25.969        | 17       |         |
| 16.     | 51 | James Calado           | Jaguar           | 34    | +26.528        | 10       |         |
| 17.     | 19 | Felipe Massa           | Venturi-Mercedes | 34    | +27.476        | 20       |         |
| 18.     | 18 | Neel Jani              | Porsche          | 34    | +44.476        | 23       |         |
| 19.     | 6  | Brendon Hartley        | Dragon–Penske    | 34    | +49.002        | 12       |         |
| 20.     | 7  | Nico Müller            | Dragon–Penske    | 34    | +53.075        | 16       |         |
| 21.     | 3  | Oliver Turvey          | NIO              | 34    | +59.969        | 19       |         |
| 22.     | 94 | Pascal Wehrlein        | Mahindra         | 34    | +1:13.414      | 15       |         |
| 23.     | 33 | Ma Csing-hua           | NIO              | 33    | +1 kör         | 21       |         |
| Ki      | 27 | Alexander Sims         | Andretti-BMW     | 33    | kardántengely  | 8        |         |
| Forrás: |    |                        |                  |       |                |          |         |

Megjegyzések:
- ↑ c:  +3 pont a pole-pozícióért.
- ↑ d:  +1 pont a csoportkörben megfutott leggyorsabb körért.
- ↑ e:  A leggyorsabb körért járó pontot Mitch Evans kapta, mivel Wehrlein a legjobb 10-en kívül zárt.

## A bajnokság állása a verseny után
(Teljes táblázat)
| H  | Versenyzők             | Pont | H  | Konstruktőrök | Pont |
| -- | ---------------------- | ---- | -- | ------------- | ---- |
| 1. | António Félix da Costa | 67   | 1. | Techeetah–DS  | 98   |
| 2. | Mitch Evans            | 56   | 2. | Andretti–BMW  | 90   |
| 3. | Alexander Sims         | 46   | 3. | Jaguar        | 66   |
| 4. | Maximilian Günther     | 44   | 4. | e.dams–Nissan | 57   |
| 5. | Lucas di Grassi        | 38   | 5. | Mercedes      | 56   |

- Jegyzet: Csak az első 5 helyezett van feltüntetve mindkét táblázatban.